# Juan Antonio Suárez Picallo
Juan Antonio Suárez Picallo (1907- Veigue, 12 de agosto de 1936), también conocido como Xohán Antón Suárez Picallo, fue un político, agrarista y periodista de Galicia (España).

## Biografía
Fue consejero comarcal del Partido Galeguista, corresponsal de los periódicos A Nosa Terra y El Pueblo Gallego, fundador y presidente del Ateneo de Cultura Política y Social de Sada, delegado de la Misión Biológica en la zona de las Mariñas.
En el golpe de Estado de 1936 permaneció escondido en la zona de Meirás y posteriormente se trasladó a La Coruña, donde fue delatado y detenido por grupos falangistas. Fue torturado y asesinado, apareciendo su cadáver en Veigue.